# Convingerile politice ale lui Adolf Hitler

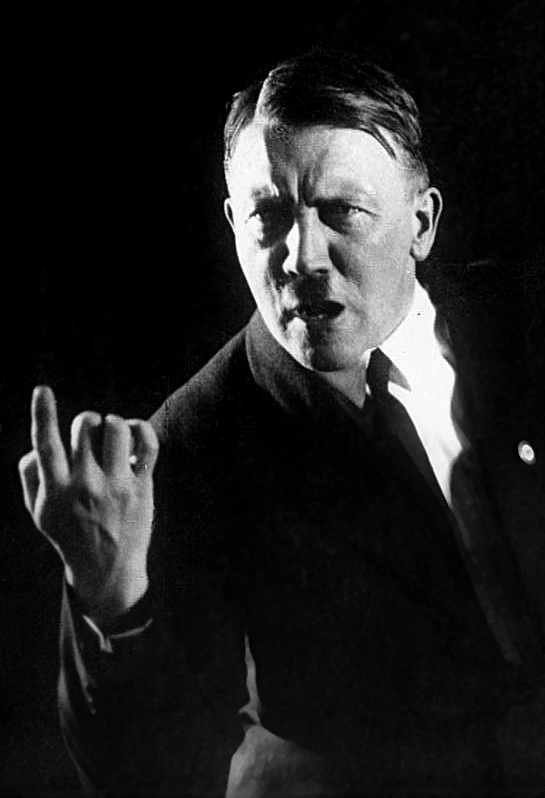
Adolf Hitler exersându-și gesturile în 1927

Convingerile politice ale lui Adolf Hitler au fost prezentate de către istorici și biografi cu o oarecare dificultate. Deși scrierile și metodele sale au fost deseori adaptate la context, au existat niște idei constante precum antisemitismul, anticomunismul, antiparlamentarismul, Lebensraum, credința în superioritatea „rasei ariane” și o formă de ultranaționalism german. Hitler a menționat că lupta sa este împotriva iudeo-marxismului.
Perspectivele sale politice s-au dezvoltat pe parcursul a trei etape:
1. Perioada de dinaintea Primului Război Mondial, trăită în sărăcie la Viena și München, moment în care a început să citească pamfletele presei naționaliste și antisemite neavând încredere în partidele politice și ziarele mainstream;
2. Ultimele luni ale Primului Război Mondial, când Germania era pe punctul de a pierde războiul, perioadă în care Hitler și-ar fi dezvoltat ultranaționalismul și dorința de a salva țara din mâna inamicilor săi interni și externi;
3. Anii 1920, perioadă în care își face intrarea pe scena politică și în care își redactează lucrarea. Hitler a renunțat la cetățenia austriacă pe 7 aprilie 1925 și a obținut-o pe cea germană abia șapte ani mai târziu, fapt care i-a permis să candideze pentru o funcție publică. Acesta a fost influențat de Benito Mussolini, prim-ministrul Italiei.[2]

Din multe puncte de vedere, Adolf Hitler înglobează „forța personalității în viața politică”. A reprezentat un element esențial în formarea „atractivității” idologiei naziste. Atât de importante erau perspectivele acestuia încât au afectat imediat politicile Germaniei Naziste. Hitler și-a asumat funcția de Führerprinzip („Lider suprem”).  Acesta vedea în structura partidului și ulterior în cea a guvernului o piramidă cu el - liderul infailibil - în vârful acesteia.
Hitler considera că forța „voinței” era decisivă în determinarea cursul politic al unei națiuni. Dat fiind faptul că acesta a fost numit „lider al Reich-ului german pe viață”, el „îngloba puterea supremă a statului și, ca reprezentant al poporului german”, rolul său era acela de a determina „forma și structura Reich-ului”. Pentru a-și îndeplini scopul, motivațiile sale politice constau dintr-o ideologie care combina antisemitismul tradițional german și austriac cu o doctrină rasială fundamentată pe elemente de darwinism social și ideile lui Friedrich Nietzsche, Arthur Schopenhauer, Richard Wagner, Houston Stewart Chamberlain, Arthur de Gobineau, Alfred Rosenberg, Paul de Lagarde, Georges Sorel, Alfred Ploetz și alții.